# Massimo Campanini
Massimo Campanini (Milano, 3 novembre 1954 – Milano, 9 ottobre 2020) è stato un islamista, storico della filosofia e traduttore italiano, uno dei più apprezzati storici del Vicino Oriente arabo contemporaneo, nonché studioso della filosofia islamica.
Fu docente, come professore a contratto, nell'Università degli Studi di Urbino, dopo essere stato ricercatore confermato per sei anni di Storia contemporanea dei Paesi arabi nella Facoltà di Studi Arabo-Islamici e del Mediterraneo dell'Università degli Studi di Napoli "L'Orientale". Professore associato confermato di Storia dei paesi islamici presso la Facoltà di Lettere e Filosofia dell'Università degli Studi di Trento dal 2011 al 2016, conseguì nel 2012 l'abilitazione alla prima fascia. Insegnò anche Civiltà islamica nella Facoltà di Filosofia dell'Università Vita-Salute San Raffaele dalla fondazione fino al 2013, e poi ancora a partire dall'a.a. 2018-2019. Ebbe inoltre una cattedra a contratto di Cultura e civiltà islamica presso lo IUSS (Istituto Universitario di Studi Superiori) di Pavia. Ha ricoperto altri incarichi di docenza presso il CIELS e la Società Umanitaria di Milano.

## Biografia
Laureato in Filosofia nel 1977 all'Università Statale di Milano con una tesi su Giordano Bruno, si diplomò in lingua araba presso l'IsMEO - sezione lombarda - nel 1984. "Cultore della materia" di Storia Contemporanea nella Facoltà di Scienze Politiche dell'Università Statale di Milano e quindi professore a contratto a Scienze Politiche dell'Università degli Studi di Urbino (dove ha insegnato Storia e istituzioni del mondo musulmano dal 1995 al 2000) e professore a contratto presso la Facoltà di Lettere e Filosofia dell'Università di Milano (dove insegnava Cultura araba) dal 2001 al 2005 prima di trasferirsi a Napoli come vincitore di un concorso di ricercatore, ottenendo immediatamente l'insegnamento di Storia contemporanea dei Paesi arabi.
Idoneo al concorso per professore associato nell'A.A. 2009-2010 rimase nell'Orientale di Napoli prima di essere chiamato a Trento nell'A.A. 2011-2012, dove insegnò fino al 2016.
Ottenne l'idoneità a professore ordinario nel settore N10 nel 2012.
Fece parte di diversi PRIN ministeriali, coordinati da Paolo Prodi e Michele Nicoletti soprattutto su tematiche relative al pensiero politico islamico e alla filosofia politica.
I suoi interessi di ricerca erano indirizzati verso quattro aree tematiche: 1) gli studi coranici; 2) la filosofia islamica, sia medievale sia contemporanea; 3) il pensiero politico islamico; 4) la storia contemporanea dei paesi arabi con particolare riguardo ai movimenti islamisti radicali e al socialismo arabo-islamico. Nella filosofia islamica ha contribuito soprattutto attraverso la traduzione commentata di diversi autori "classici" come al-Ghazali, Averroè ed al-Farabi. Nel pensiero politico ha elaborato soprattutto il concetto di utopia retrospettiva legato al paradigma della differenziazione tra stato islamico e modelli islamici di stato. Nella storia contemporanea, ha evidenziato il ruolo delle élite militari nella formazione degli stati mediorientali post-coloniali e i problemi del rapporto tra Islam e democrazia. Negli ultimi anni ha intensificato gli studi coranici, cercando di proporre un approccio filosofico all'esegesi coranica nella direzione di una "Coranologia filosofica", cioè di uno studio del Corano non solo attraverso gli strumenti della filosofia, ma in quanto libro filosofico (cfr. soprattutto il "Journal of Qur'anic Studies", SOAS). In un recente volume (I giorni di Dio, Mimesis 2019) ha sostenuto, discutendo i paradigmi trasversali all'Occidente e all'Islam del viaggio e del tempo, la necessità per i tre monoteismi di andar oltre i limiti troppo rigidi dell'ideologismo. l'ultimo suo libro (Salerno 2020) è una biografia critica del Profeta Maometto in chiave storicistica ma non orientalistica.
Collaborò con numerosi periodici e quotidiani: Azione di Migros Ticino, Viator, Corriere del Trentino, Il Fatto Quotidiano, ecc...
Dal 2016 fu accademico dell'Accademia Ambrosiana di Milano "Classis Orientalis Araba". 
Dal 2016 insegnava a contratto presso lo IUSS di Pavia.
Nel 2016-2017 ha fatto parte del Consiglio per l'Islam italiano istituito presso il Ministero dell'interno sotto i governi Renzi e Gentiloni.
Dirigeva presso l'editore Jaca Book di Milano la collana di pubblicazioni specialistiche Nell'Islam.
È morto la mattina del 9 ottobre 2020 a 65 anni. Le ceneri sono tumulate in una celletta al cimitero di Chiaravalle.

## Pubblicazioni
Ha pubblicato nel 1986, per La Nuova Italia di Firenze un saggio sulla "Sūra della caverna". Nel 1987 ha pubblicato invece un lavoro sul socialismo di Nasser (ed. Alfarabi). Ha pubblicato inoltre diverse traduzioni di filosofia, teologia musulmana ed esegesi coranica:
- di Averroè: "Il trattato decisivo" (Milano, Rizzoli, 1994, terza edizione 2015) e "L'Incoerenza dell'incoerenza" (Tahafut al-tahafut, Torino, UTET, 1997). L'Averroes Decisive Treatise è stato pubblicato in inglese in edizione completamente rivista e corretta da Gorgias Press nel 2017;
- di al-Ghazali: "La Bilancia dell'azione" (Torino, UTET, 2005), "Le luci della sapienza" (Milano, Mondadori, 2012) e "Le perle del Corano" (BUR Rizzoli, terza edizione 2016).
- di al-Farabi: "Scritti politici" (Torino, UTET, 2007)
- Introduzione alla filosofia islamica (Roma-Bari, Laterza, 2004; tradotto in inglese da Edinburgh University Press, 2008; tradotto anche in spagnolo e portoghese)
- L'esegesi musulmana del Corano nel secolo Ventesimo, Brescia, Morcelliana, 2008 (tradotto in inglese da Routledge, London, 2011 col titolo The Qur'an: Modern Muslim Interpretations)
- Il Corano e la sua interpretazione, Laterza, 2013 (trad. inglese The Qur'an The Basics, Routledge 2008 e 2016, seconda edizione aggiornata e ampliata)
- The Qur'an: Modern Muslim Interpretations (London-New York, Routledge, 2011).
- Philosophical Perspectives on Modern Qur'anic Exegesis: Key Paradigms and Concepts (Sheffield UK e Bristol CT, Equinox Publishing, 2016).
- al-Ghazali and the divine (London-New York: Routledge, 2018).
- Dizionarietto di arabo per filosofi (con C. La Martire) (Scholé-Morcelliana, Brescia, 2019).
- Dante e l'Islam. l'empireo delle luci (Studium, Roma 2019).
- Pensare nell'Islam (Jaca Book, Milano 2019).
- Maometto, l'Inviato di Dio (Salerno Ed., Roma 2020).

Fra le sue principali opere di carattere storico contemporaneistico figurano:
- Islam e politica, Bologna, il Mulino, 1999, 2003 e 2015.
- Il pensiero islamico contemporaneo, Bologna, il Mulino, 2005, 2009 e 2016 (nuova edizione rivista e accresciuta).
- Storia dell'Egitto contemporaneo, Roma, Edizioni Lavoro, 2005, (tradotto in arabo dal Majlis al-ʿalāʾ li-l-thaqāfa [Consiglio Superiore della Cultura], Il Cairo 2006)
- Storia del Medio Oriente, Bologna, il Mulino 2006 e 2007, (tradotto in spagnolo e portoghese e in serbo 2011), quinta edizione rivista e accresciuta col titolo Storia del Medio Oriente contemporaneo 2017.
- Ideologia e politica nell'Islam, Bologna, il Mulino, 2008.
- I sunniti, Bologna, il Mulino, 2008 e 2016.
- I Fratelli Musulmani nel mondo contemporaneo (con Karim Mezran), Torino, UTET, 2010
- L'alternativa islamica, Milano, Bruno Mondadori 2012.
- Quale Islam? Jihadismo, radicalismo, riformismo, Brescia, La Scuola, 2015.
- L'Islam, religione dell'Occidente, Milano, Mimesis, 2016.
- Storia dell'Egitto dalla conquista araba ad oggi, Bologna, il Mulino 2017.
- Lo scisma della mezzaluna (con Stefano M. Torelli), Mondadori, 2017.
- La politica nell'Islam. Una interpretazione, Bologna, il Mulino, 2019.

Ha inoltre pubblicato numerosi articoli, vari dei quali sulla rivista specializzata Oriente Moderno di Roma, per la quale ha curato un numero speciale dedicato al tema della democrazia nel mondo islamico (Islam's and democracies, 2007) e un secondo dedicato agli Arab Nationalism(s) in the Twentieth Century (2017), e altri sulla Nuova Rivista Storica.